# グレッグ・オスタータグ
グレッグ・オスタータグ（Gregory Donovan Ostertag, 1973年3月6日 - ）は、アメリカ合衆国・テキサス州ダラス出身の元バスケットボール選手。ポジションはセンター。

## 来歴
カンザス大学時代にNCAAトーナメントでFinal 4を経験したオスタータグは、1995年のNBAドラフトで28位でユタ・ジャズから指名を受け入団。当時カール・マローンとジョン・ストックトンの名コンビが全盛を誇っていたジャズにおいて、オスタータグは重要な役割を担うことになる。アキーム・オラジュワン、シャキール・オニール、デビッド・ロビンソン、ティム・ダンカンといった、リーグ史上にもその名を残す名だたるビッグマンを相手に、オスタータグはルーキー当初から激しいマッチアップを繰り広げ、ジャズは1997年、1998年と2年連続でNBAファイナルに進出。しかしジャズは、マイケル・ジョーダン率いるシカゴ・ブルズの前に屈した。
2度のNBAファイナルを経験したオスタータグは、後にジャズと6年3900万ドルの契約を締結。しかし以降は精彩を欠き、チーム練習中にマローンから「NBAファイナルに出たからスター選手になったわけじゃないんだぞ!!!」と一喝され、ジェリー・スローンヘッドコーチとの関係も悪化。マローン&ストックトンの時代も終焉を迎え、2004年夏にメメット・オカーを獲得したのに伴い、オスタータグも長年親しんだジャズを離れサクラメント・キングスに移籍。しかし1年後にジャズに復帰した。オスタータグは2005-06シーズン途中に、同シーズン限りで引退することを表明。シーズン最終戦となった2006年4月19日のゴールデンステート・ウォリアーズ戦が、オスタータグにとっての引退試合となり、デルタ・センター (現：ビビント・スマート・ホーム・アリーナ)のジャズファンから大歓声を浴びてコートを後にした。
2011年12月、オスタータグはDリーグのテキサス・レジェンズで電撃復帰。しかし、10試合に出場したところで膝を痛め、復活とはならなかった。